# Chbar Ampéou
Chbar Ampéou, chiamata anche Khum Chbar Ampeau, Khum Chbar Ampou o Svai Ampou è una cittadina della Cambogia, che si trova nella provincia di Kandal e nel distretto di Kien Svay. Dista circa 3 Km dalla capitale Phnom Penh.